# Artitudes
Artitudes, stylisé ArTitudes, est une revue d'art française fondée en 1971 par le critique François Pluchart.
Elle a joué un rôle essentiel dans la formation et la diffusion de l'art corporel en France.
On distingue trois périodes de la revue, qui a changé de nom et de format : 
- ArTitudes, de 1971 à 1972, 8 numéros
- ArTitudes International, de 1972 à 1977, 17 numéros
- Info ArTitudes, de 1975 à 1977, 20 numéros